# El día que mataron al líder
El día en que asesinaron al líder (1985, Yawm qutila al-zaʿīm del original en árabe: يوم مقتل الزعيم) es una novela del escritor y Premio Nobel de Literatura egipcio Naguib Mahfuz.
Se trata de una novela polifónica, contada en primera persona por tres narradores diferentes: Muhtashami Zayid, su nieto Alwán Fawaz Muhtashami y la prometida de este último Randa Sulaymán Mubarak.
La trama se sitúa en El Cairo en el año 1981. El título de la novela se refiere al seis de octubre de 1981, el día en que el presidente egipcio Anwar el-Sadat fue asesinado.

## Resumen de la trama
Alwán Fawaz Muhtashami y Randa Sulaymán son dos jóvenes comprometidos que están cerca de cumplir los treinta años de edad. Ambos son profesionistas y han tenido que extender su noviazgo, pues no cuentan con el dinero necesario para casarse.
Presionado por la familia de su prometida, Alwán se ve forzado a romper con el compromiso para permitir que Randa tenga un mejor futuro. Randa se casa con un hombre maduro al que no ama, pero que le puede brindar una mayor seguridad económica. 
La narración llega a su punto climático el seis de octubre de 1981, cuando Alwán comete un crimen, al mismo tiempo que el presidente Sadat es asesinado. 
La novela reproduce las consecuencias de la política económica del Infitah o "apertura" promovida por Sadat. Los jóvenes enamorados no pueden casarse debido a la inflación y la alza en los precios que ha provocado dicha política y al deterioro general del nivel de vida de la clase media egipcia. 
Las reflexiones en torno a la situación política, social y económica de Egipto son narradas, sobre todo, desde el punto de vista de Muhtashami Zayid, un profesor retirado con más de ochenta años de edad. Gracias a su edad y experiencia, este personaje puede establecer comparaciones entre la situación del pueblo egipcio bajo el gobierno de Sadat y bajo el de su antecesor, Gamal Abdel Nasser.